# Општина Трифешти (Јаши)
Трифешти (рум. Trifeşti) општина је у Румунији у округу Јаши.
Oпштина се налази на надморској висини од 45 m.